# Orrua
Orrua ou Orroaga é uma pequena baía rochosa na desembocadura do rio Urola, junto à villa de Zumaya  (no termo municipal de Guetaria). É conhecida principalmente pelos amantes do surf devido a uma onda de direita que se forma num dos seus custados. Tem um fácil acesso desde a estrada N-634 que bordeia a costa e desde a que pode se ver perfeitamente a rompente.

## Descrição
A baía de Orrua tem principalmente 3 rompentes:
- Direita de até 2 m com fundo de rocha, muito estável e que rompe com bastante força sempre que as condições de vento sejam boas. Esta onda cai em média maré geralmente. Está na onda mais comum, de muito boa qualidade ainda que de percurso relativamente curto e muito densamente povoada, qualquer dia do ano.

- Direita de até 5 metros. Este pico é uma extensão da anterior e começa a cair desde fora da baía numa laje que se adentra na mar. É uma onda espectacular que chama a atenção a qualquer que passe pela estrada nos escassos dias nos que se dão as condições para que caia. Muito perigosa e sobre fundo de rocha se surfa geralmente com maré bastante alta.

- Esquerda. É uma onda que tem ido variando com o decorrer do tempo e a configuração da praia. Atualmente é uma onda muito boa, sobre rocha e que melhora em qualidade com um pouco mais de água que a direita.

A onda de Orrua é uma das principais dentro do panorama do surf em Espanha , especialmente no País Basco.
Situada bem perto de Zarauz, Guetaria e Zumaya tem sido sempre (excepto raras temporadas) uns dos lugares preferidos para os locais (guipuzcoanos principalmente). Esta onda tem sido surfada desde os primeiros tempos do surf nacional mas não tem tido sempre esta mesma configuração.
Dentro da evolução da praia cabe destacar principalmente a construção de um viveiro de peixes, que modificou a pradaria original onde a gente podia se mudar e passar as longas horas entre maré e maré, e a construção do dique primeiramente ao porto de Zumaya que modificou de forma grave a configuração de correntes da praia durante alguns anos.
Antigamente a baía apresentava uma pequena praia e seu fundo era geralmente areia, o que permitia uma onda de esquerda em seu mesmo centro, que tem desaparecido.
Bem perto acha-se Planeixa, também conhecida como Planeria ou Praia Cinza, enseada onde às vezes se formam grandes ondas que atraem a experimentados surfistas.